# Filmografia Zwariowanych melodii (lata 40.)
Filmografia Zwariowanych melodii z lat 1940–1949

## 1940
| Nr   | Tytuł oryginalny               | Tytuł polski                       | Seria           | Reżyser                   | Postacie                        | Data premiery        | Dostępność VHS i DVD                                                                           | Reedycja Błękitnej Wstążki | Uwagi |
| ---- | ------------------------------ | ---------------------------------- | --------------- | ------------------------- | ------------------------------- | -------------------- | ---------------------------------------------------------------------------------------------- | -------------------------- | --- |
| 271. | Porky’s Last Stand             |                                    | Looney Tunes    | Bob Clampett              | Daffy, Porky                    | 6 stycznia 1940      |                                                                                                |                            | |
| 272. | The Early Worm Gets the Bird   |                                    | Merrie Melodies | Tex Avery                 |                                 | 13 stycznia 1940     |                                                                                                | Tak                        | Obecnie dobro publiczne |
| 273. | Africa Squeaks                 |                                    | Looney Tunes    | Bob Clampett              | Porky                           | 27 stycznia 1940     |                                                                                                |                            | |
| 274. | The Mighty Hunters             |                                    | Merrie Melodies | Chuck Jones               |                                 | 27 stycznia 1940     |                                                                                                | Tak                        | |
| 275. | Ali-Baba Bound                 | Skok Alibaby/Ali-Baba              | Looney Tunes    | Bob Clampett              | Porky                           | 10 lutego 1940       |                                                                                                |                            | Obecnie dobro publiczne |
| 276. | Busy Bakers                    | Pracowici piekarze                 | Merrie Melodies | Ben Hardaway, Cal Dalton  |                                 | 10 lutego 1940       |                                                                                                | Tak                        | |
| 277. | Elmer’s Candid Camera          | Aparat fotograficzny Elmera        | Merrie Melodies | Chuck Jones               | Elmer, Proto-Bugs               | 2 marca 1940         | Looney Tunes: Plejada gwiazd, część 1, Kolekcja Królik Bugs (lektor)                           |                            | Debiut Elmera Fudda. W Cartoon Network i Boomerangu od 2006 r. kreskówka emitowana z odnowionym obrazem, wydanym na DVD w Looney Tunes: Plejada gwiazd, część 1. |
| 278. | Pilgrim Porky                  |                                    | Looney Tunes    | Bob Clampett              | Porky                           | 16 marca 1940        |                                                                                                |                            | |
| 279. | Cross-Country Detours          | Poznaj przyrodę Ameryki            | Merrie Melodies | Tex Avery                 |                                 | 16 marca 1940        |                                                                                                | Tak                        | |
| 280. | Confederate Honey              |                                    | Merrie Melodies | Friz Freleng              | Elmer                           | 30 marca 1940        |                                                                                                |                            | |
| 281. | Slap-Happy Pappy               |                                    | Looney Tunes    | Bob Clampett              | Porky, Królik Jack (cameo)      | 13 kwietnia 1940     |                                                                                                |                            | Ostatnia kreskówka, w której występuje Królik Jack (cameo). |
| 282. | The Bear’s Tale                | Misiowa opowieść                   | Merrie Melodies | Tex Avery                 |                                 | 13 kwietnia 1940     |                                                                                                | Tak                        | W Canal+, Cartoon Network i Boomerangu kreskówka emitowana jako reedycja niebieskiej wstążki z 1944 r. W TV Puls 2 od 1 sierpnia 2014 r. kreskówka emitowana w wersji z przywróconymi napisami tytułowymi pochodzącymi z wydania DVD z Looney Tunes: Golden Collection Volume 5.                     |
| 283. | The Hardship of Miles Standish |                                    | Merrie Melodies | Friz Freleng              | Elmer                           | 27 kwietnia 1940     |                                                                                                | Tak                        | |
| 284. | Porky’s Poor Fish              |                                    | Looney Tunes    | Bob Clampett              | Porky                           | 27 kwietnia 1940     |                                                                                                |                            | |
| 285. | Sniffles Takes a Trip          | Smarkaś na łonie natury            | Merrie Melodies | Chuck Jones               | Smarkaś                         | 11 maja 1940         |                                                                                                | Tak                        | |
| 286. | You Ought to Be in Pictures    | Urodzony aktor                     | Looney Tunes    | Friz Freleng              | Daffy, Porky                    | 18 maja 1940         | Carrotblanca (wersja skoloryzowana - Zostań gwiazdorem), Looney Tunes: Plejada gwiazd, część 3 |                            | Istnieją dwie oficjalne wersje z polskim dubbingiem. Jedna do Carrotblanca VHS jako skoloryzowana w 1992 r. pod nazwą Zostań gwiazdorem, a druga na zlecenie Warner Bros. Poland do Plejady gwiazd cz. 3 w wersji czarno-białej pod nazwą Urodzony aktor. Jedna z dwóch kreskówek typu: Live-Action. |
| 287. | A Gander at Mother Goose       | Przegląd wierszyków Mateczki Gąski | Merrie Melodies | Tex Avery                 |                                 | 25 maja 1940         |                                                                                                |                            | |
| 288. | The Chewin' Bruin              |                                    | Looney Tunes    | Bob Clampett              | Porky                           | 8 czerwca 1940       |                                                                                                |                            | |
| 289. | Tom Thumb in Trouble           | Tomcio Paluch w tarapatach         | Merrie Melodies | Chuck Jones               |                                 | 8 czerwca 1940       |                                                                                                | Tak                        | |
| 290. | Circus Today                   | Współczesny cyrk                   | Merrie Melodies | Tex Avery                 |                                 | 22 czerwca 1940      |                                                                                                | Tak                        | |
| 291. | Porky’s Baseball Broadcast     |                                    | Looney Tunes    | Friz Freleng              | Porky                           | 6 lipca 1940         |                                                                                                |                            | |
| 292. | Little Blabbermouse            | Mysz pleciuga                      | Merrie Melodies | Friz Freleng              |                                 | 6 lipca 1940         |                                                                                                | Tak                        | |
| 293. | The Egg Collector              | Kolekcjoner jaj                    | Merrie Melodies | Chuck Jones               | Smarkaś                         | 20 lipca 1940        |                                                                                                | Tak                        | |
| 294. | A Wild Hare                    | Gonić króliczka                    | Merrie Melodies | Tex Avery                 | Bugs, Elmer                     | 27 lipca 1940        | Kolekcja Królik Bugs (lektor, Polowanie na królika)                                            | Tak                        | Debiut Królika Bugsa. Pierwsza kreskówka z Królikiem Bugsem i Elmerem Fuddem razem. Zreedytowany tytuł angielski brzmi The Wild Hare. Oryginalne napisy odzyskane na DVD. |
| 295. | Ghost Wanted                   | Zatrudnię ducha                    | Merrie Melodies | Chuck Jones               |                                 | 10 sierpnia 1940     |                                                                                                |                            | |
| 296. | Patient Porky                  |                                    | Looney Tunes    | Bob Clampett              | Proto-Bugs (gościnnie), Porky   | 24 sierpnia 1940     |                                                                                                |                            | Ostatnia kreskówka, w której występuje prototyp Królika Bugsa |
| 297. | Ceiling Hero                   | Bohaterowie przestworzy            | Merrie Melodies | Tex Avery                 |                                 | 24 sierpnia 1940     |                                                                                                |                            | |
| 298. | Malibu Beach Party             |                                    | Merrie Melodies | Friz Freleng              |                                 | 14 września 1940     |                                                                                                |                            | |
| 299. | Calling Dr. Porky              |                                    | Looney Tunes    | Friz Freleng              | Porky                           | 21 września 1940     |                                                                                                |                            | |
| 300. | Stage Fright                   | Stremowane pieski                  | Merrie Melodies | Chuck Jones               | Dwa Ciekawskie Psy, Proto-Henry | 28 września 1940     |                                                                                                | Tak                        | Debiut prototypu Jastrząbka Henry’ego. |
| 301. | Prehistoric Porky              |                                    | Looney Tunes    | Bob Clampett              | Porky                           | 20 października 1940 |                                                                                                |                            | |
| 302. | Holiday Highlights             | Niezapomniane święta               | Merrie Melodies | Tex Avery                 |                                 | 12 października 1940 | Królik Bugs: Zakochany i zwariowany (napisy, Świąteczna mieszanka)                             |                            | |
| 303. | Good Night Elmer               | Dobranoc Elmerku                   | Merrie Melodies | Chuck Jones               | Elmer                           | 26 października 1940 |                                                                                                |                            | |
| 304. | The Sour Puss                  |                                    | Looney Tunes    | Bob Clampett              | Porky                           | 2 listopada 1940     |                                                                                                |                            | |
| 305. | Wacky Wildlife                 | Filuterna fauna                    | Merrie Melodies | Tex Avery                 |                                 | 9 listopada 1940     |                                                                                                | Tak                        | |
| 306. | Bedtime for Sniffles           | Pora spać, Smarkasiu               | Merrie Melodies | Chuck Jones               | Smarkaś                         | 23 listopada 1940    |                                                                                                | Tak                        | |
| 307. | Porky’s Hired Hand             |                                    | Looney Tunes    | Friz Freleng              | Porky                           | 30 listopada 1940    |                                                                                                |                            | |
| 308. | Of Fox and Hounds              | Polowanie na lisa                  | Merrie Melodies | Tex Avery                 | Willoughby                      | 7 grudnia 1940       |                                                                                                | Tak                        | Debiut Psa Willoughby’ego |
| 309. | The Timid Toreador             | Spokojny torreador                 | Looney Tunes    | Bob Clampett, Norm McCabe | Porky                           | 21 grudnia 1940      |                                                                                                |                            | |
| 310. | Shop, Look and Listen          | Kup, patrz i słuchaj               | Merrie Melodies | Friz Freleng              |                                 | 21 grudnia 1940      |                                                                                                |                            | |

## 1941
| Nr   | Tytuł oryginalny         | Tytuł polski                       | Seria           | Reżyser                   | Postacie               | Data premiery        | Dostępność VHS i DVD                                                         | Reedycja Błękitnej Wstążki | Uwagi |
| ---- | ------------------------ | ---------------------------------- | --------------- | ------------------------- | ---------------------- | -------------------- | ---------------------------------------------------------------------------- | -------------------------- | --- |
| 311. | Elmer’s Pet Rabbit       | Pupilek Elmera                     | Merrie Melodies | Chuck Jones               | Bugs, Elmer            | 4 stycznia 1941      |                                                                              |                            | Pierwsze użycie imienia Królik Bugs |
| 312. | Porky’s Snooze Reel      |                                    | Looney Tunes    | Bob Clampett, Norm McCabe | Porky                  | 11 stycznia 1941     |                                                                              |                            | |
| 313. | The Fighting 69th ½      |                                    | Merrie Melodies | Friz Freleng              |                        | 18 stycznia 1941     |                                                                              | Tak                        | |
| 314. | Sniffles Bells the Cat   | Jak Smarkaś przydzwonił kotu       | Merrie Melodies | Chuck Jones               | Smarkaś                | 1 lutego 1941        |                                                                              | Tak                        | |
| 315. | The Haunted Mouse        |                                    | Looney Tunes    | Tex Avery                 |                        | 15 lutego 1941       |                                                                              |                            | Pierwsza kreskówka, do której scenariusz napisał Michael Maltese |
| 316. | The Crackpot Quail       | Uciekła mi przepióreczka           | Merrie Melodies | Tex Avery                 | Willoughby             | 15 lutego 1941       |                                                                              |                            | |
| 317. | The Cat's Tale           | Historia kota                      | Merrie Melodies | Friz Freleng              |                        | 1 marca 1941         |                                                                              | Tak                        | |
| 318. | Joe Glow, the Firefly    |                                    | Looney Tunes    | Chuck Jones               |                        | 8 marca 1941         |                                                                              |                            | |
| 319. | Tortoise Beats Hare      | Żółw wygrywa z królikiem           | Merrie Melodies | Tex Avery                 | Bugs, Cecyliusz        | 15 marca 1941        | Królik Bugs: Mistrz akrobacji, Królik Bugs: Najlepsze z najlepszych, część 2 |                            | Debiut Żółwia Cecyla. W wersji polskiej istnieją dwie wersje z oficjalnym dubbingiem: pierwsza na zlecenie Canal+ do telewizyjnej emisji i wydania z odnowionym obrazem emitowanym w Boomerangu z DVD, druga na zlecenie Warner Bros. do wydania VHS Królik Bugs: Mistrz akrobacji i DVD pt: Królik Bugs: Najlepsze z najlepszych, część 2,. |
| 320. | Porky’s Bear Facts       | Prawda o niedźwiedziu              | Looney Tunes    | Friz Freleng              | Porky                  | 29 marca 1941        |                                                                              |                            | |
| 321. | Goofy Groceries          |                                    | Merrie Melodies | Bob Clampett              |                        | 29 marca 1941        |                                                                              | Tak                        | |
| 322. | Toy Trouble              |                                    | Merrie Melodies | Chuck Jones               | Smarkaś                | 12 kwietnia 1941     |                                                                              | Tak                        | |
| 323. | Porky’s Preview          |                                    | Looney Tunes    | Tex Avery                 | Porky                  | 19 kwietnia 1941     |                                                                              |                            | |
| 324. | The Trial of Mr. Wolf    | Proces pana Wilka                  | Merrie Melodies | Friz Freleng              |                        | 26 kwietnia 1941     |                                                                              | Tak                        | Oryginalne napisy odzyskane na DVD |
| 325. | Porky’s Ant              | Mrówka Porky’ego                   | Looney Tunes    | Chuck Jones               | Porky                  | 10 maja 1941         |                                                                              |                            | |
| 326. | Farm Frolics             | Figlarna farma                     | Merrie Melodies | Bob Clampett              |                        | 10 maja 1941         |                                                                              | Tak                        | |
| 327. | Hollywood Steps Out      | Hollywood się bawi                 | Merrie Melodies | Tex Avery                 |                        | 24 maja 1941         | Looney Tunes: Plejada gwiazd, część 3                                        | Tak                        | |
| 328. | A Coy Decoy              | Przynęta                           | Looney Tunes    | Bob Clampett              | Daffy, Porky           | 7 czerwca 1941       | Daffy i przyjaciele (lektor)                                                 |                            | |
| 329. | Hiawatha’s Rabbit Hunt   | Polowanie małego Hiawathy          | Merrie Melodies | Friz Freleng              | Bugs                   | 7 czerwca 1941       |                                                                              | Tak                        | Oryginalne napisy odzyskane przez Turner Entertainment |
| 330. | Porky’s Prize Pony       | Rasowy koń Porky’ego               | Looney Tunes    | Chuck Jones               | Porky                  | 21 czerwca 1941      |                                                                              |                            | |
| 331. | The Wacky Worm           |                                    | Merrie Melodies | Friz Freleng              |                        | 21 czerwca 1941      |                                                                              | Tak                        | |
| 332. | Meet John Doughboy       |                                    | Looney Tunes    | Bob Clampett              | Porky                  | 5 lipca 1941         |                                                                              |                            | |
| 333. | The Heckling Hare        | Kłopotliwy królik                  | Merrie Melodies | Tex Avery                 | Bugs, Willoughby       | 5 lipca 1941         | Królik Bugs: Najlepsze z najlepszych, część 2                                |                            | Ostatnia kreskówka wyreżyserowana przez Texa Avery’ego (według kolejności produkcji). W polskiej zdubbingowanej wersji na zlecenie Canal+ zostaje wyświetlone błędne outro, zamiast Produced by Leon Schlesinger z Dubbbed Version, jest emitowane A Warner Bros. Cartoon z Dubbed Version.                                                  |
| 334. | Inki and the Lion        |                                    | Merrie Melodies | Chuck Jones               | Inki                   | 19 lipca 1941        |                                                                              | Tak                        | |
| 335. | Aviation Vacation        | Awiacja rekreacja                  | Merrie Melodies | Tex Avery                 |                        | 2 sierpnia 1941      |                                                                              |                            | |
| 336. | We, the Animals, Squeak! | My piszczące zwierzęta             | Looney Tunes    | Bob Clampett              | Porky                  | 9 sierpnia 1941      |                                                                              |                            | |
| 337. | Sport Chumpions          |                                    | Merrie Melodies | Friz Freleng              |                        | 16 sierpnia 1941     |                                                                              |                            | |
| 338. | The Henpecked Duck       | Pantoflarz                         | Looney Tunes    | Bob Clampett              | Daffy, Porky           | 30 sierpnia 1941     | Daffy i przyjaciele (lektor)                                                 |                            | |
| 339. | Snowtime for Comedy      |                                    | Merrie Melodies | Chuck Jones               | Dwa Ciekawskie Psy     | 30 sierpnia 1941     |                                                                              | Tak                        | |
| 340. | All This and Rabbit Stew | Wszystko to i potrawka z królika   | Merrie Melodies | Tex Avery                 | Bugs                   | 30 sierpnia 1941     |                                                                              |                            | Ostatnia kreskówka wyreżyserowana przez Texa Avery’ego (według kolejności chronologicznej). Mimo że należy do „Ocenzurowanej Jedenastki" była emitowana w telewizji. |
| 341. | Notes to You             | Nuty dla ciebie/Nutki dla ciebie   | Looney Tunes    | Friz Freleng              | Porky, proto-Sylvester | 20 września 1941     |                                                                              |                            | Debiut prototypu Sylwestra |
| 342. | The Brave Little Bat     | Dzielny Mysioperz                  | Merrie Melodies | Chuck Jones               | Smarkaś                | 27 września 1941     |                                                                              | Tak                        | |
| 343. | The Bug Parade           | Parada robaczków                   | Merrie Melodies | Tex Avery, Bob Clampett   |                        | 11 października 1941 |                                                                              | Tak                        | Zaplanowane przez Texa Avery’ego i wykończone przez Boba Clampetta. |
| 344. | Robinson Crusoe Jr.      | Robinson Cruzoe Junior             | Looney Tunes    | Norm McCabe               | Porky                  | 25 października 1941 |                                                                              |                            | |
| 345. | Rookie Revue             | Rewia wojenna                      | Merrie Melodies | Friz Freleng              |                        | 25 października 1941 |                                                                              |                            | |
| 346. | Saddle Silly             | Wygłupy w siodle                   | Merrie Melodies | Chuck Jones               |                        | 8 listopada 1941     |                                                                              |                            | |
| 347. | The Cagey Canary         | Oblatany kanarek                   | Merrie Melodies | Tex Avery, Bob Clampett   |                        | 22 listopada 1941    |                                                                              | Tak                        | Zaplanowane przez Texa Avery’ego i wykończone przez Boba Clampetta |
| 348. | Porky’s Midnight Matinee | Wieczorne przedstawienie Porky’ego | Looney Tunes    | Chuck Jones               | Porky                  | 22 listopada 1941    |                                                                              |                            | |
| 349. | Rhapsody in Rivets       | Budowlana rapsodia                 | Merrie Melodies | Friz Freleng              |                        | 6 grudnia 1941       |                                                                              | Tak                        | Pierwsze użycie Węgierskiej rapsodii skomponowanej przez Franciszka Liszta. |
| 350. | Wabbit Twouble           | Natłętny kłólik                    | Merrie Melodies | Tex Avery, Bob Clampett   | Bugs, Elmer            | 20 grudnia 1941      | Królik Bugs: Najlepsze z najlepszych, część 1                                |                            | Pierwsze użycie 'grubego' Elmera. Zaplanowana przez Texa Avery’ego i wykończona przez Boba Clampetta. |
| 351. | Porky’s Pooch            | Szczeniak Porky’ego                | Looney Tunes    | Bob Clampett              | Porky                  | 27 grudnia 1941      |                                                                              |                            | |

## 1942
W tym roku zaczęła się produkcja kolorowych kreskówek z serii Looney Tunes, jednak wciąż większość jest czarno-biała. Na ten i następny rok, większość wciąż jest czarno-biała. Seria Looney Tunes przyjmuje także „tarczową” czołówkę podobną do tej z serii Merrie Melodies, jednak z grubszymi pierścieniami.
| Nr   | Tytuł oryginalny                                  | Tytuł polski                                                       | Seria           | Reżyser                 | Postacie                    | Data premiery        | Dostępność VHS i DVD                               | Reedycja Błękitnej Wstążki | Uwagi |
| ---- | ------------------------------------------------- | ------------------------------------------------------------------ | --------------- | ----------------------- | --------------------------- | -------------------- | -------------------------------------------------- | -------------------------- | --- |
| 352. | Hop, Skip, and a Chump                            |                                                                    | Merrie Melodies | Friz Freleng            |                             | 13 stycznia 1942     |                                                    | Tak                        | |
| 353. | Porky’s Pastry Pirates                            |                                                                    | Looney Tunes    | Friz Freleng            | Porky                       | 17 stycznia 1942     |                                                    |                            | |
| 354. | The Bird Came C.O.D.                              | Ptasi hokus-pokus..., co zostało udowodnione                       | Merrie Melodies | Chuck Jones             | Konrad, proto-Henry         | 17 stycznia 1942     |                                                    |                            | Debiut Kota Konrada. Ostatnia kreskówka z prototypem Jastrząbka Henry’ego.                                                                                             |
| 355. | Aloha Hooey                                       | Hawajskie harce                                                    | Merrie Melodies | Tex Avery, Bob Clampett |                             | 31 stycznia 1942     |                                                    |                            | Zaplanowane przez Texa Avery’ego i wykończone przez Boba Clampetta |
| 356. | Who’s Who in the Zoo                              |                                                                    | Looney Tunes    | Norm McCabe             | Porky                       | 14 lutego 1942       |                                                    |                            | |
| 357. | Porky’s Cafe                                      | Kawiarnia u Porky’ego/Restauracja u Porky’ego                      | Looney Tunes    | Chuck Jones             | Porky, Konrad               | 21 lutego 1942       |                                                    |                            | |
| 358. | Conrad the Sailor                                 | Majtek Konrad                                                      | Merrie Melodies | Chuck Jones             | Konrad, Daffy               | 28 lutego 1942       |                                                    |                            | Ostatnia kreskówka z kotem Konradem. |
| 359. | Crazy Cruise                                      |                                                                    | Merrie Melodies | Tex Avery, Bob Clampett | Bugs (Cameo)                | 14 marca 1942        |                                                    |                            | Zaplanowane przez Texa Avery’ego i wykończone przez Boba Clampetta. Gościnnie pod koniec odcinka występuje Królik Bugs.                                                |
| 360. | The Wabbit Who Came to Supper                     | Kłólik, który wpadał na kolację / Królik, który przyszedł na obiad | Merrie Melodies | Friz Freleng            | Bugs, Elmer                 | 28 marca 1942        | Królik Bugs: Najlepsze z najlepszych, część 3      |                            | Występuje 'gruby' Elmer |
| 361. | Saps in Chaps                                     |                                                                    | Looney Tunes    | Friz Freleng            |                             | 11 kwietnia 1942     |                                                    |                            | |
| 362. | Horton Hatches the Egg                            | Horton wysiaduje jajo                                              | Merrie Melodies | Bob Clampett            |                             | 11 kwietnia 1942     |                                                    | Tak                        | Na podstawie książki Dr. Seussa o tym samym tytule |
| 363. | Dog Tired                                         | Zmachany jak pies                                                  | Merrie Melodies | Chuck Jones             | Dwa Ciekawskie Psy          | 25 kwietnia 1942     |                                                    |                            | Ostatnia kreskówka z Dwoma Ciekawskimi Psami |
| 364. | Daffy’s Southern Exposure                         | Kierunek południe                                                  | Looney Tunes    | Norm McCabe             | Daffy                       | 2 maja 1942          | Daffy i przyjaciele (lektor)                       |                            | |
| 365. | The Wacky Wabbit                                  | Kłólik na wagę złota / Stuknięty królik / Zwariowany królik        | Merrie Melodies | Bob Clampett            | Bugs, Elmer                 | 2 maja 1942          |                                                    |                            | Występuje 'gruby' Elmer |
| 366. | The Draft Horse                                   | Poborowy koń                                                       | Merrie Melodies | Chuck Jones             |                             | 9 maja 1942          |                                                    |                            | |
| 367. | Nutty News                                        |                                                                    | Looney Tunes    | Bob Clampett            |                             | 23 maja 1942         |                                                    |                            | Pojawia się głos Elmera Fudda, lecz on sam w kreskówce nie występuje (jest narratorem). Jedyna czarno-biała kreskówka, w której gościnnie występuje Willoughby.        |
| 368. | Lights Fantastic                                  | Kapryśne neony                                                     | Merrie Melodies | Friz Freleng            |                             | 23 maja 1942         |                                                    |                            | |
| 369. | Hobby Horse Laffs                                 |                                                                    | Looney Tunes    | Norm McCabe             |                             | 6 czerwca 1942       |                                                    |                            | |
| 370. | Hold the Lion, Please                             | Proszę uważać na lwa!                                              | Merrie Melodies | Chuck Jones             | Bugs                        | 13 czerwca 1942      |                                                    |                            | |
| 371. | Double Chaser                                     | Podwójny pościg                                                    | Merrie Melodies | Friz Freleng            | proto-Sylwester, Hektor     | 20 czerwca 1942      |                                                    | Tak                        | Debiut prototypu Hektora |
| 372. | Gopher Goofy                                      |                                                                    | Looney Tunes    | Norm McCabe             |                             | 27 czerwca 1942      |                                                    |                            | |
| 373. | Wacky Blackout                                    |                                                                    | Looney Tunes    | Bob Clampett            |                             | 11 lipca 1942        |                                                    |                            | |
| 374. | Bugs Bunny Gets the Boid                          | Złapać króliczka                                                   | Merrie Melodies | Bob Clampett            | Szponek, Bugs               | 11 lipca 1942        | Looney Tunes: Plejada gwiazd, część 1              |                            | Debiut Sępa Szponka |
| 375. | Foney Fables                                      | Baśniowe bujdy                                                     | Merrie Melodies | Friz Freleng            |                             | 1 sierpnia 1942      | Lektor: Dziwne bajki                               |                            | |
| 376. | The Ducktators                                    |                                                                    | Looney Tunes    | Norm McCabe             |                             | 1 sierpnia 1942      |                                                    |                            | |
| 377. | The Squawkin' Hawk                                |                                                                    | Merrie Melodies | Chuck Jones             | Henry                       | 8 sierpnia 1942      |                                                    | Tak                        | Debiut Jastrząbka Henry’ego |
| 378. | Eatin' on the Cuff or The Moth Who Came to Dinner |                                                                    | Looney Tunes    | Bob Clampett            |                             | 22 sierpnia 1942     |                                                    |                            | Ostatnia z dwóch kreskówek typu: Live-Action. |
| 379. | Fresh Hare                                        | Nieuchwytny królik / Świeży królik                                 | Merrie Melodies | Friz Freleng            | Bugs, Elmer                 | 22 sierpnia 1942     |                                                    |                            | Ostatnia kreskówka z 'grubym' Elmerem |
| 380. | The Impatient Patient                             | Niecierpliwy pacjent                                               | Looney Tunes    | Norm McCabe             | Daffy                       | 5 września 1942      | Daffy i przyjaciele (lektor, skrócony)             |                            | |
| 381. | Fox Pop                                           | Farbowany lis                                                      | Merrie Melodies | Chuck Jones             |                             | 5 września 1942      | Lektor: Lisia przygoda                             | Tak                        | Obecnie dobro publiczne w USA. |
| 382. | The Dover Boys at Pimento University              | Kawalerowie z Uniwersytetu Pimenckiego                             | Merrie Melodies | Chuck Jones             |                             | 19 września 1942     | Struś Pędziwiatr: Najlepsze z najlepszych, część 1 |                            | Pełny tytuł angielski brzmi The Dover Boys at Pimento University or The Rivals of Roquefort Hall                                                                       |
| 383. | The Hep Cat                                       | Jazzujący kocur                                                    | Looney Tunes    | Bob Clampett            | Willoughby, proto-Sylvester | 3 października 1942  | Looney Tunes: Plejada gwiazd, część 3              | Tak                        | Pierwsza kolorowa kreskówka z serii Looney Tunes (3-pasmowy Technikolor). Pierwsza kreskówka z serii Looney Tunes zreedytowana jako kreskówka z serii Merrie Melodies. |
| 384. | The Sheepish Wolf                                 | Wilk potulny jak baranek                                           | Merrie Melodies | Friz Freleng            |                             | 17 października 1942 |                                                    | Tak                        | |
| 385. | The Daffy Duckaroo                                | Daffy kowbojem                                                     | Looney Tunes    | Norm McCabe             | Daffy                       | 24 października 1942 | Daffy i przyjaciele (lektor)                       |                            | |
| 386. | The Hare-Brained Hypnotist                        | W szponach hipnotyzera                                             | Merrie Melodies | Friz Freleng            | Bugs, Elmer                 | 31 października 1942 | Królik Bugs: Najlepsze z najlepszych, część 2      |                            | Kreskówka emitowana w TV Puls 2 z odnowionym obrazem, pochodzącym z wydania DVD: Królik Bugs - Najlepsze z Najlepszych, część 2.                                       |
| 387. | A Tale of Two Kitties                             | Bajka o dwóch kotkach                                              | Merrie Melodies | Bob Clampett            | Żabot i Kotstello, Tweety   | 21 listopada 1942    |                                                    | Tak                        | Debiut Kanarka Tweety’ego, Żabota i Kotstella |
| 388. | My Favorite Duck                                  | Mój ulubiony kaczor                                                | Looney Tunes    | Chuck Jones             | Daffy, Porky                | 5 grudnia 1942       |                                                    | Tak                        | 3-pasmowy Technikolor |
| 389. | Ding Dog Daddy                                    | Romans pod psem                                                    | Merrie Melodies | Friz Freleng            | Hektor                      | 5 grudnia 1942       |                                                    |                            | |
| 390. | Case of the Missing Hare                          | Pojedynek królika i magika / Sprawa zaginionego królika            | Merrie Melodies | Chuck Jones             | Bugs                        | 12 grudnia 1942      | Królik Bugs: Najlepsze z najlepszych, część 3      |                            | |

## 1943
Reedycje Błękitnej Wstążki zaczynają się w tym roku, gdzie ponownie wydawane są kreskówki z lat 1935-1948, których oryginalne napisy zostają wycięte.
| Nr   | Tytuł oryginalny                | Tytuł polski                                             | Seria           | Reżyser       | Postacie                       | Data premiery        | Dostępność VHS i DVD                                                                           | Reedycja Błękitnej Wstążki | Uwagi |
| ---- | ------------------------------- | -------------------------------------------------------- | --------------- | ------------- | ------------------------------ | -------------------- | ---------------------------------------------------------------------------------------------- | -------------------------- | --- |
| 391. | Coal Black and de Sebben Dwarfs |                                                          | Merrie Melodies | Bob Clampett  |                                | 16 stycznia 1943     |                                                                                                |                            | Parodia Królewny Śnieżki i siedmiu krasnoludków Disneya. Należy do „Ocenzurowanej Jedenastki”.                                                        |
| 392. | Confusions of a Nutzy Spy       |                                                          | Looney Tunes    | Norm McCabe   | Porky                          | 23 stycznia 1943     |                                                                                                |                            | |
| 393. | Pigs in a Polka                 | Czardasz i wieprzowinka                                  | Merrie Melodies | Friz Freleng  |                                | 2 lutego 1943        | Świnka Porky: Najlepsze z najlepszych, część 2                                                 | Tak                        | Na podstawie Fantazji i Trzech Małych Świnek Walta Disneya                                                                                            |
| 394. | Tortoise Wins by a Hare         | O żółwiu, który przegonił królika                        | Merrie Melodies | Bob Clampett  | Bugs, Cecyliusz                | 20 lutego 1943       | Looney Tunes: Plejada gwiazd, część 1                                                          |                            | Pierwsza kreskówka z Bugsem zaprojektowanym przez Roberta McKimsona. W tym odcinku wykorzystano sceny z odcinka „Żółw wygrywa z królikiem”            |
| 395. | The Fifth-Column Mouse          | Mysz w piątej kolumnie                                   | Merrie Melodies | Friz Freleng  |                                | 6 marca 1943         |                                                                                                | Tak                        | |
| 396. | To Duck.... or Not to Duck      | Kwakać.... albo nie kwakać/Kaczor czy nie kaczor         | Looney Tunes    | Chuck Jones   | Daffy, Elmer                   | 6 marca 1943         |                                                                                                |                            | 3-pasmowy Technikolor. Pierwsza kreskówka, w której Daffy i Elmer występują razem.                                                                    |
| 397. | Flop Goes the Weasel            | Nieudany obiad łasicy                                    | Merrie Melodies | Chuck Jones   |                                | 20 marca 1943        |                                                                                                | Tak                        | |
| 398. | Hop and Go                      |                                                          | Looney Tunes    | Norm McCabe   |                                | 27 marca 1943        |                                                                                                |                            | |
| 399. | Super-Rabbit                    | Super królik                                             | Merrie Melodies | Chuck Jones   | Bugs, proto-Sam                | 3 kwietnia 1943      | Królik Bugs: Najlepsze z najlepszych, część 3                                                  |                            | Na podstawie kreskówek z Supermanem z lat 40. Debiut Bawełnianego Ogonka Smitha – prototypu Yosemitego Sama.                                          |
| 400. | The Unbearable Bear             | Nieznośny misiek                                         | Merrie Melodies | Chuck Jones   | Smarkaś                        | 17 kwietnia 1943     |                                                                                                | Tak                        | |
| 401. | The Wise Quacking Duck          | Wykwakany kaczor                                         | Looney Tunes    | Bob Clampett  | Daffy                          | 1 maja 1943          |                                                                                                |                            | 3-pasmowy Technikolor |
| 402. | Greetings Bait                  | Bądź pozdrowiony, robaczku                               | Merrie Melodies | Friz Freleng  |                                | 15 maja 1943         |                                                                                                | Tak                        | |
| 403. | Tokio Jokio                     |                                                          | Looney Tunes    | Norm McCabe   |                                | 15 maja 1943         |                                                                                                |                            | Ostatnia kreskówka wyreżyserowana przez Norma McCabe’a                                                                                                |
| 404. | Jack-Wabbit and the Beanstalk   | Królik Jaś i łodyga fasoli                               | Merrie Melodies | Friz Freleng  | Bugs                           | 12 czerwca 1943      |                                                                                                |                            | |
| 405. | The Aristo Cat                  | Arysto-kot                                               | Merrie Melodies | Chuck Jones   | Hektor, Claude, Hubie i Bertie | 19 czerwca 1943      |                                                                                                | Tak                        | Debiut Hubiego i Bertiego oraz Kota Claude’a |
| 406. | Yankee Doodle Daffy             | Wiązanka melodii Kaczora Daffy’ego / Yankee Doodle Daffy | Looney Tunes    | Friz Freleng  | Daffy, Porky                   | 3 lipca 1943         | Daffy i Porky: Najlepsze z najlepszych                                                         |                            | 3-pasmowy Technikolor |
| 407. | Wackiki Wabbit                  | Kłólik po hawajsku / Hawajski Królik                     | Merrie Melodies | Chuck Jones   | Bugs                           | 3 lipca 1943         | Królik Bugs: Najlepsze z najlepszych, część 3                                                  |                            | |
| 408. | Tin Pan Alley Cats              |                                                          | Merrie Melodies | Bob Clampett  |                                | 17 lipca 1943        |                                                                                                |                            | Należy do „Ocenzurowanej Jedenastki” |
| 409. | Porky Pig's Feat                | Nieudany wyczyn / Wyczyn Porky’ego                       | Looney Tunes    | Frank Tashlin | Daffy, Porky, Bugs (Cameo)     | 17 lipca 1943        | Świnka Porky: Najlepsze z najlepszych, część 2, Daffy i przyjaciele (lektor, Wyczyn Porky’ego) |                            | Jedyny występ Królika Bugsa w czarno-białej kreskówce. Ostatnia czarno-biała kreskówka z Porkym.                                                      |
| 410. | Scrap Happy Daffy               |                                                          | Looney Tunes    | Frank Tashlin | Daffy                          | 21 sierpnia 1943     |                                                                                                |                            | Ostatnia czarno-biała kreskówka z Daffy'm. |
| 411. | Hiss and Make Up                | Wojna i rozejm                                           | Merrie Melodies | Friz Freleng  |                                | 11 września 1943     |                                                                                                | Tak                        | |
| 412. | A Corny Concerto                | Koncert dla pierników / Koncert sentymentalny            | Merrie Melodies | Bob Clampett  | Bugs, Daffy, Elmer, Porky      | 25 września 1943     | Looney Tunes: Plejada gwiazd, część 3                                                          |                            | Parodia Fantazji Walta Disneya. Pierwsza kreskówka, w której występują więcej niż 2 postaci. Jedyna kreskówka, w której Bugs i Porky występują razem. |
| 413. | Fin 'N Catty                    | Kocia płetwa                                             | Merrie Melodies | Chuck Jones   | Claude                         | 23 października 1943 |                                                                                                | Tak                        | |
| 414. | Falling Hare                    | Spadający królik                                         | Merrie Melodies | Bob Clampett  | Bugs, Gremlin                  | 30 października 1943 | Looney Tunes: Plejada gwiazd, część 4                                                          |                            | Jedyna kreskówka z Gremlinem. Angielski tytuł roboczy brzmi „Bugs Bunny and the Gremlin”.                                                             |
| 415. | Inki and the Minah Bird         |                                                          | Merrie Melodies | Chuck Jones   | Inki                           | 13 listopada 1943    |                                                                                                | Tak                        | |
| 416. | Daffy – The Commando            | Komandos Daffy                                           | Looney Tunes    | Friz Freleng  | Daffy                          | 20 listopada 1943    |                                                                                                |                            | 3-pasmowy Technikolor |
| 417. | An Itch in Time                 | W samą porę                                              | Merrie Melodies | Bob Clampett  | Elmer, Willoughby              | 4 grudnia 1943       |                                                                                                | Tak                        | |
| 418. | Puss N' Booty                   |                                                          | Looney Tunes    | Frank Tashlin |                                | 11 grudnia 1943      |                                                                                                |                            | Ostatnia czarno-biała kreskówka Warner Bros. |

## 1944
Leon Schlesinger sprzedaje swoje studio animacyjne dla Warner Bros. w 1944 r., a także przechodzi na emeryturę jako producent, którego potem zastępuje Eddie Selzer (po wydaniu kreskówki Bugs w ostrogach). Poczynając od tego roku, wszystkie kreskówki są kolorowe. Niektóre kreskówki mogą być wyprodukowane w Cinecolor dla zaoszczędzenia pieniędzy. Wszystkie kreskówki są produkowane w 3-pasmowym Technikolorze od 1950 r.
| Nr   | Tytuł oryginalny                | Tytuł polski              | Seria           | Reżyser       | Postacie                           | Data premiery        | Dostępność VHS i DVD                                             | Reedycja Błękitnej Wstążki | Uwagi |
| ---- | ------------------------------- | ------------------------- | --------------- | ------------- | ---------------------------------- | -------------------- | ---------------------------------------------------------------- | -------------------------- | --- |
| 419. | Little Red Riding Rabbit        | Czerwony kapturek         | Merrie Melodies | Friz Freleng  | Bugs                               | 1 stycznia 1944      | Królik Bugs: Najlepsze z najlepszych, część 2                    |                            | Pierwsza kreskówka, w której napisach widnieje imię Mela Blanca |
| 420. | What’s Cookin’ Doc?             | Co tam pichcisz doktorku? | Merrie Melodies | Bob Clampett  | Bugs                               | 8 stycznia 1944      |                                                                  |                            | W kreskówce zostają ukazane fragmenty odcinka pt: „Polowanie małego Hiawathy”. |
| 421. | Meatless Flyday                 | Dzień bezmuszny           | Merrie Melodies | Friz Freleng  |                                    | 29 stycznia 1944     |                                                                  |                            | |
| 422. | Tom Turk and Daffy              | Indor Tom i Daffy         | Looney Tunes    | Chuck Jones   | Daffy, Porky                       | 12 lutego 1944       |                                                                  |                            | |
| 423. | Bugs Bunny and the Three Bears  | Królik Bugs i trzy miśki  | Merrie Melodies | Chuck Jones   | Bugs, Trzy Miśki                   | 26 lutego 1944       | Looney Tunes: Plejada gwiazd, część 1                            |                            | Debiut Trzech Misiów |
| 424. | I Got Plenty of Mutton          | Miłość do baraniny        | Looney Tunes    | Frank Tashlin |                                    | 11 marca 1944        |                                                                  |                            | Sequel do odcinka Wilk potulny jak baranek |
| 425. | The Weakly Reporter             | Przegląd tygodnia         | Merrie Melodies | Chuck Jones   |                                    | 25 marca 1944        |                                                                  |                            | |
| 426. | Tick Tock Tuckered              | Tik tak                   | Looney Tunes    | Bob Clampett  | Daffy, Porky                       | 8 kwietnia 1944      | Jak ból głowy trafił Kaczora Daffy (lektor, Wykończony tykaniem) | Tak                        | Kolorowy remake kreskówki Porky’s Badtime Story z 1937 r. W polskiej wersji lektor omyłkowo czyta obsadę z kreskówki „Indor Tom i Daffy”, zastępując Wojciecha Machnickiego, Mieczysławem Morańskim. W kreskówce jednak słyszymy tego pierwszego aktora. |
| 427. | Bugs Bunny Nips the Nips        |                           | Merrie Melodies | Friz Freleng  | Bugs                               | 22 kwietnia 1944     |                                                                  |                            | Jedyna kreskówka Warner Bros., w której pojawiają się „żółtolice” postacie |
| 428. | Swooner Crooner                 | Piejący zapiewajło        | Merrie Melodies | Frank Tashlin | Porky                              | 6 maja 1944          |                                                                  | Tak                        | |
| 429. | Russian Rhapsody                | Rosyjska rapsodia         | Merrie Melodies | Bob Clampett  |                                    | 20 maja 1944         |                                                                  |                            | Angielski tytuł roboczy brzmi „Gremlins From The Kremlin” |
| 430. | Duck Soup to Nuts               | Kacza zupa dla świrusów   | Looney Tunes    | Friz Freleng  | Daffy, Porky                       | 27 maja 1944         | Tweety i Sylwester: Najlepsze z najlepszych, część 1             | Tak                        | |
| 431. | Angel Puss                      |                           | Looney Tunes    | Chuck Jones   |                                    | 3 czerwca 1944       |                                                                  |                            | Należy do „Ocenzurowanej Jedenastki” |
| 432. | Slightly Daffy                  | Wystrzałowy Daffy         | Merrie Melodies | Friz Freleng  | Daffy, Porky                       | 17 czerwca 1944      |                                                                  | Tak                        | Kolorowy remake kreskówki Scalp Trouble z 1939 r. |
| 433. | Hare Ribbin'                    | Na tropie królika         | Merrie Melodies | Bob Clampett  | Bugs, Willoughby                   | 24 czerwca 1944      |                                                                  |                            | |
| 434. | Brother Brat                    | Braciszek brzdąc          | Looney Tunes    | Frank Tashlin | Porky                              | 15 lipca 1944        |                                                                  |                            | |
| 435. | Hare Force                      | Królicza siła             | Merrie Melodies | Friz Freleng  | Bugs, Willoughby                   | 22 lipca 1944        | Królik Bugs: Najlepsze z najlepszych, część 3                    |                            | Pierwsza kreskówka z Królikiem Bugsem reżyserii Friza Frelenga, w której użyto oficjalny model Bugsa zrobiony przez Roberta McKimsona. Ostatnia kreskówka z psem Willoughby.                                                                             |
| 436. | From Hand to Mouse              | W szponach myszy          | Looney Tunes    | Chuck Jones   |                                    | 5 sierpnia 1944      |                                                                  | Tak                        | |
| 437. | Birdy and the Beast             | Ptaszek i bestia          | Merrie Melodies | Bob Clampett  | Tweety, proto-Sylwester            | 19 sierpnia 1944     |                                                                  |                            | Pierwsze użycie imienia Tweety. Ostatnia kreskówka z proto-Sylwestrem. |
| 438. | Buckaroo Bugs                   | Bugs w ostrogach          | Looney Tunes    | Bob Clampett  | Bugs                               | 26 sierpnia 1944     |                                                                  |                            | Ostatnia kreskówka z tytułem produkcji Leona Schlesingera. Jedyna kreskówka, w której Bugs jest antagonistą. |
| 439. | Goldilocks and the Jivin' Bears |                           | Merrie Melodies | Friz Freleng  |                                    | 2 września 1944      |                                                                  | Tak                        | Pierwsza kreskówka produkcji Eddiego Selzera. Pierwsza kreskówka z tytułem Warner Bros. Cartoons. Należy do „Ocenzurowanej Jedenastki”. Ostatnia kreskówka Warner Bros., w której występują „czarnolice” postacie.                                       |
| 440. | Plane Daffy                     | Oblatany Daffy            | Looney Tunes    | Frank Tashlin | Daffy                              | 16 września 1944     |                                                                  |                            | |
| 441. | Lost and Foundling              | Znajda                    | Merrie Melodies | Chuck Jones   | Smarkaś                            | 30 września 1944     |                                                                  | Tak                        | |
| 442. | Booby Hatched                   | Pisklak w opałach         | Looney Tunes    | Frank Tashlin |                                    | 14 października 1944 |                                                                  | Tak                        | |
| 443. | The Old Grey Hare               | Zemsta po latach          | Merrie Melodies | Bob Clampett  | Bugs, Elmer                        | 28 października 1944 | Kolekcja Królik Bugs (lektor, Sędziwy królik)                    |                            | |
| 444. | The Stupid Cupid                | Kupidynek kretynek        | Looney Tunes    | Frank Tashlin | Daffy, Elmer                       | 25 listopada 1944    |                                                                  | Tak                        | |
| 445. | Stage Door Cartoon              | Zakulisowa kreskówka      | Merrie Melodies | Friz Freleng  | Bugs, Elmer, proto-Sam (gościnnie) | 30 grudnia 1944      | Looney Tunes: Plejada gwiazd, część 3                            |                            | Pierwsza kreskówka z napisem „A Warner Bros. Cartoon” w tytule. Ostatnia kreskówka z prototypem Yosemitego Sama. |

## 1945
Począwszy od kreskówki Płaczliwe kaczątko (będące później zreedytowane) czołówka „The Merry-Go-Round Broke Down” jest skrócona. Począwszy od kreskówki Królik cyngiel czołówka „Merrily We Roll Along” również zostaje skrócona.
| Nr   | Tytuł oryginalny      | Tytuł polski                        | Seria           | Reżyser       | Postacie                             | Data premiery        | Dostępność VHS i DVD                                           | Reedycja Błękitnej Wstążki | Uwagi |
| ---- | --------------------- | ----------------------------------- | --------------- | ------------- | ------------------------------------ | -------------------- | -------------------------------------------------------------- | -------------------------- | --- |
| 446. | Odor-able Kitty       | Kociak i jego odor-ator             | Looney Tunes    | Chuck Jones   | Pepé, Claude, Bugs (Cameo)           | 6 stycznia 1945      | Looney Tunes: Plejada gwiazd, część 4                          | Tak                        | Debiut Pepé Le Swąda. Jedyna kreskówka Pepe z kotem Claude’em razem. Gościnnie także w odcinku występuje Królik Bugs. |
| 447. | Herr Meets Hare       | Królik kontra Herman Göring         | Merrie Melodies | Friz Freleng  | Bugs                                 | 13 stycznia 1945     |                                                                |                            | |
| 448. | Draftee Daffy         | Poborowy Daffy                      | Looney Tunes    | Bob Clampett  | Daffy                                | 27 stycznia 1945     | Looney Tunes: Plejada gwiazd, część 4                          |                            | |
| 449. | The Unruly Hare       | Rozbrykany królik                   | Merrie Melodies | Frank Tashlin | Bugs, Elmer                          | 10 lutego 1945       |                                                                |                            | |
| 450. | Trap Happy Porky      | Porky chce spać                     | Looney Tunes    | Chuck Jones   | Claude, Porky, Hubie, Bertie, Hektor | 24 lutego 1945       |                                                                | Tak                        | W USA w wersji telewizyjnej odcinek ocenzurowany. Oryginalne napisy tytułowe przywrócone na Blu-Ray. Jedyna kreskówka, w której Hubie i Bertie, Hektor, Claude i Porky występują razem. W TV Puls 2 kreskówka emitowana z odnowionym obrazem. |
| 451. | Life with Feathers    | Życie lekkie jak piórko             | Merrie Melodies | Friz Freleng  | Sylwester                            | 24 marca 1945        |                                                                | Tak                        | Debiut Sylwestra |
| 452. | Behind the Meat-Ball  | Poszukiwacze połcia mięsa           | Looney Tunes    | Frank Tashlin | Hektor                               | 7 kwietnia 1945      |                                                                |                            | Ostatnia kreskówka z prototypem Hektora |
| 453. | Hare Trigger          | Królik cyngiel                      | Merrie Melodies | Friz Freleng  | Bugs, Sam                            | 5 maja 1945          |                                                                |                            | Debiut Yosemitego Sama. Pierwsza kreskówka z pełnymi napisami. |
| 454. | Ain’t That Ducky      | Płaczliwe kaczątko                  | Looney Tunes    | Friz Freleng  | Daffy                                | 19 maja 1945         |                                                                | Tak                        | |
| 455. | A Gruesome Twosome    | Szemrany duecik                     | Merrie Melodies | Bob Clampett  | Tweety                               | 9 czerwca 1945       |                                                                |                            | Ostatnia kreskówka z Tweetym bez piórek |
| 456. | Tale of Two Mice      | Bajka o dwóch myszach               | Looney Tunes    | Frank Tashlin | Żabot i Kotstello (mysie wersje)     | 30 czerwca 1945      |                                                                | Tak                        | |
| 457. | Wagon Heels           | Racica z Teksasu                    | Merrie Melodies | Bob Clampett  | Porky                                | 28 lipca 1945        |                                                                |                            | Kolorowy remake kreskówki Injun Trouble z 1938 r. |
| 458. | Hare Conditioned      | Wypchaj się, króliczku              | Looney Tunes    | Chuck Jones   | Bugs                                 | 11 sierpnia 1945     | Królik Bugs: Najlepsze z najlepszych, część 2                  |                            | |
| 459. | Fresh Airedale        | Wierny pies                         | Merrie Melodies | Chuck Jones   |                                      | 25 sierpnia 1945     |                                                                | Tak                        | |
| 460. | The Bashful Buzzard   | Skonfudowany kondor                 | Looney Tunes    | Bob Clampett  | Szponek                              | 15 września 1945     |                                                                | Tak                        | Sequel do kreskówki Złapać króliczka z 1942 r. |
| 461. | Peck Up Your Troubles | Nie wtykaj dzioba do cudzej dziupli | Merrie Melodies | Friz Freleng  | Sylwester, Hektor                    | 20 października 1945 |                                                                | Tak                        | Debiut Hektora |
| 462. | Hare Tonic            | Króliczy syropek                    | Looney Tunes    | Chuck Jones   | Bugs, Elmer                          | 10 listopada 1945    | Królik Bugs: Najlepsze z najlepszych, część 3                  |                            | Jedna z dwóch kreskówek Warner Bros. z Królikiem Bugsem w „bębnowym zakończeniu” Looney Tunes. |
| 463. | Nasty Quacks          | Kwakofobia                          | Merrie Melodies | Frank Tashlin | Daffy, Melissa                       | 1 grudnia 1945       | Jak ból głowy trafił Kaczora Daffy (lektor, Paskudne konowały) |                            | Debiut Kaczki Melissy. Ostatnia kreskówka wyreżyserowana przez Franka Tashlina (w kolejności produkcji). Dnia 8 października 2013 r. Boomerang wyemitował tę kreskówkę bez sceny, w której Daffy ląduje na słupie energetycznym.              |

## 1946
Kreskówki z serii Looney Tunes zaczynają używać tyłówki z napisem „That’s all Folks!” („To wszystko Ludziska!”), podobnej do tej z serii Merrie Melodies (począwszy od kreskówki Kocia śpiewka, gdzie słychać tyłówkę z serii Merrie Melodies).
| Nr   | Tytuł oryginalny             | Tytuł polski                     | Seria           | Reżyser         | Postacie                         | Data premiery        | Dostępność VHS i DVD                                                                          | Reedycja Błękitnej Wstążki | Uwagi |  |
| ---- | ---------------------------- | -------------------------------- | --------------- | --------------- | -------------------------------- | -------------------- | --------------------------------------------------------------------------------------------- | -------------------------- | --- |  |
| 464. | Book Revue                   | Rewia książek                    | Looney Tunes    | Bob Clampett    | Daffy                            | 5 stycznia 1946      | Looney Tunes: Plejada gwiazd, część 3, Kaczor Daffy – Kolekcja (lektor)                       | Tak                        | Oryginalne napisy odzyskane na DVD. Sequel do odcinka Smarkaś i Mól książkowy. Angielski tytuł wersji zreedytowanej brzmi Book Review. W wersji polskiej istnieją dwie wersje z oficjalnym dubbingiem. Pierwsza (Reedycja Błękitnej Wstążki) na zlecenie Canal+, a druga (z odnowionymi napisami) do DVD Looney Tunes: Plejada gwiazd, część 3. Druga wersja podczas emisji na kanale Boomerang ma niektóre sceny, w których słychać polskie teksty, zastąpione wersją oryginalną. |  |
| 465. | Baseball Bugs                | Bugsballista                     | Looney Tunes    | Friz Freleng    | Bugs                             | 2 lutego 1946        | Królik Bugs: Najlepsze z najlepszych, część 1, Kolekcja Królik Bugs (lektor, Bugs i baseball) |                            | Jedna z dwóch kreskówek Warner Bros. z Królikiem Bugsem w „bębnowym zakończeniu” Looney Tunes. W wersji dubbingowej na zlecenie Canal+ (która wykorzystywała jako obraz „wersję zdubbingowaną” Turnera z 1995 r.) pojawia się Porky, a w wersji odnowionej słyszymy głos Porky’ego. |  |
| 466. | Holiday for Shoestrings      | Wolne dla sznurówek              | Merrie Melodies | Friz Freleng    |                                  | 23 lutego 1946       |                                                                                               | Tak                        | Oryginalne napisy odzyskane na DVD |  |
| 467. | Quentin Quail                | Pogromca robaczków               | Merrie Melodies | Chuck Jones     | Quentin Przepiórka               | 2 marca 1946         |                                                                                               |                            | Występuje Quentin Przepiórka |  |
| 468. | Baby Bottleneck              | Ambaras z bobasami               | Looney Tunes    | Bob Clampett    | Daffy, Porky                     | 16 marca 1946        | Tweety i Sylwester: Najlepsze z najlepszych, część 1                                          | Tak                        | Oryginalne napisy odzyskane na DVD. Jedna wersja polska do dwóch wydań (Reedycja/Odzyskane napisy) tej samej kreskówki. |  |
| 469. | Hare Remover                 | Modyfikator królików             | Merrie Melodies | Frank Tashlin   | Bugs, Elmer                      | 23 marca 1946        | Królik Bugs: Najlepsze z najlepszych, część 3                                                 |                            | Ostatnia kreskówka wyreżyserowana przez Franka Tashlina (w kolejności chronologicznej) |  |
| 470. | Daffy Doodles                | Gryzmoły Daffy’ego               | Looney Tunes    | Robert McKimson | Daffy, Porky                     | 6 kwietnia 1946      |                                                                                               | Tak                        | Pierwsza kreskówka wyreżyserowana przez Roberta McKimsona |  |
| 471. | Hollywood Canine Canteen     |                                  | Merrie Melodies | Robert McKimson |                                  | 20 kwietnia 1946     |                                                                                               |                            | |  |
| 472. | Hush My Mouse                | Cicho, moja myszko               | Looney Tunes    | Chuck Jones     | Smarkaś                          | 4 maja 1946          |                                                                                               | Tak                        | Ostatnia kreskówka Warner Bros. z „bębnowym zakończeniem” Porky’ego. Ostatnia kreskówka ze Smarkasiem. |  |
| 473. | Hair-Raising Hare            | Aż sierść się jeży               | Merrie Melodies | Chuck Jones     | Bugs, Gossamer                   | 25 maja 1946         | Looney Tunes: Plejada gwiazd, część 1, Kolekcja Królik Bugs (lektor)                          |                            | Debiut Gossamera |  |
| 474. | Kitty Kornered               | Kocia śpiewka                    | Looney Tunes    | Bob Clampett    | Porky, Sylwester                 | 8 czerwca 1946       | Tweety i Sylwester: Najlepsze z najlepszych, część 1                                          |                            | Pierwsza kreskówka z serii Looney Tunes z zakończeniem z napisem „That’s All, Folks!”. Pierwsza kreskówka z Porkym i Sylwestrem razem. |  |
| 475. | Hollywood Daffy              | Daffy w Hollywood                | Merrie Melodies | Friz Freleng    | Daffy                            | 22 czerwca 1946      |                                                                                               |                            | Kreskówka nawiązuje do Kaczora Daffy’ego w Hollywood z 1938 r. W Boomerangu od 1 listopada 2013 r. kreskówka emitowana bez sceny, w której Daffy porównuje jedną z kręcących się wokół jego głowy gwiazd do Ann Sheridan. |  |
| 476. | Acrobatty Bunny              | Królik bziko-akrobata            | Looney Tunes    | Robert McKimson | Bugs                             | 29 czerwca 1946      | Królik Bugs: Najlepsze z najlepszych, część 3                                                 |                            | |  |
| 477. | The Eager Beaver             | Bóbr pracuś                      | Merrie Melodies | Chuck Jones     | Bóbr Pracuś                      | 13 lipca 1946        |                                                                                               | Tak                        | |  |
| 478. | The Great Piggy Bank Robbery | Wielki skok na skarbonkę         | Looney Tunes    | Bob Clampett    | Daffy, Porky (cameo)             | 20 lipca 1946        | Tweety i Sylwester: Najlepsze z najlepszych, część 1, Kaczor Daffy – Kolekcja (lektor)        |                            | |  |
| 479. | Bacall to Arms               | Bakalia srebrnego ekranu         | Merrie Melodies | Bob Clampett    |                                  | 3 sierpnia 1946      |                                                                                               |                            | |  |
| 480. | Of Thee I Sting              | O tobie brzęczę                  | Looney Tunes    | Friz Freleng    |                                  | 17 sierpnia 1946     |                                                                                               | Tak                        | |  |
| 481. | Walky Talky Hawky            | Jastrząbek szuka czegoś na ząbek | Merrie Melodies | Robert McKimson | Kurak, Pies, Jastrząbek Henry    | 31 sierpnia 1946     | Looney Tunes: Plejada gwiazd, część 4                                                         | Tak                        | Debiut Kuraka i Psa. Oryginalne napisy końcowe przywrócone na DVD. |  |
| 482. | Racketeer Rabbit             | Pogromca gangsterów              | Looney Tunes    | Friz Freleng    | Bugs, Rocky i Mugsy              | 14 września 1946     |                                                                                               |                            | Występują prototypy Rocky’ego & Mugsy’ego |  |
| 483. | Fair and Worm-er             | Robaczywa sprawiedliwość         | Merrie Melodies | Chuck Jones     |                                  | 28 września 1946     |                                                                                               | Tak                        | |  |
| 484. | The Big Snooze               | Wielka drzemka                   | Looney Tunes    | Bob Clampett    | Bugs, Elmer                      | 5 października 1946  | Królik Bugs: Najlepsze z najlepszych, część 2                                                 |                            | Ostatnia kreskówka wyreżyserowana przez Boba Clampetta |  |
| 485. | The Mouse-Merized Cat        | Mysia hipno-kotoza               | Merrie Melodies | Robert McKimson | Żabot i Kotstello (mysie wersje) | 19 października 1946 |                                                                                               | Tak                        | Ostatnia kreskówka z Żabotem i Kotstellem |  |
| 486. | Mouse Menace                 | Mysi terror                      | Looney Tunes    | Arthur Davis    | Porky                            | 2 listopada 1946     |                                                                                               | Tak                        | Pierwsza kreskówka wyreżyserowana przez Arta Davisa |  |
| 487. | Rhapsody Rabbit              | Królicza rapsodia                | Merrie Melodies | Friz Freleng    | Bugs                             | 9 listopada 1946     | Looney Tunes: Plejada gwiazd, część 3                                                         |                            | Oskarżona o plagiat kreskówki z Tomem i Jerrym pt. Koncert na cztery łapki |  |
| 488. | Roughly Squeaking            | Mysia podpucha                   | Looney Tunes    | Chuck Jones     | Claude, Hubie i Bertie, Hektor   | 23 listopada 1946    |                                                                                               | Tak                        | |  |

## 1947
Wszystkie kreskówki z tego roku i poprzedniego, w których nie występuje Królik Bugs, zostają poddane reedycji Błękitnej Wstążki (z wyjątkiem kreskówek Zapowietrzony hotel, Kocie witaminy i Meksykańska eskapada Kaczora Daffy’ego). Przyczyna jest nieznana.
| Nr   | Tytuł oryginalny          | Tytuł polski                           | Seria           | Reżyser                   | Postacie                          | Data premiery        | Dostępność VHS i DVD                                                                                                  | Reedycja Błękitnej Wstążki | Uwagi |
| ---- | ------------------------- | -------------------------------------- | --------------- | ------------------------- | --------------------------------- | -------------------- | --- | -------------------------- | --- |
| 489. | One Meat Brawl            | Awantura o świstaka                    | Merrie Melodies | Robert McKimson           | Pies, Porky                       | 18 stycznia 1947     | | Tak                        | |
| 490. | The Goofy Gophers         | Stuknięte Susły                        | Looney Tunes    | Bob Clampett Arthur Davis | Stuknięte Susły, Bugs (gościnnie) | 25 stycznia 1947     | | Tak                        | Debiut Stukniętych Susłów. Zaplanowana przez Boba Clampetta i wykończona przez Arta Davisa. Pod koniec kreskówki pojawia się Królik Bugs.                                                                                          |
| 491. | The Gay Anties            | Mrówcze figle w stylu retro            | Merrie Melodies | Friz Freleng              |                                   | 15 lutego 1947       | | Tak                        | |
| 492. | Scent-imental Over You    | Wonny romansik                         | Looney Tunes    | Chuck Jones               | Pepé                              | 8 marca 1947         | | Tak                        | |
| 493. | A Hare Grows in Manhattan | Królik, który wyrósł na Manhattanie    | Merrie Melodies | Friz Freleng              | Bugs, Hektor                      | 22 marca 1947        | Królik Bugs: Najlepsze z najlepszych, część 3                                                                         |                            | |
| 494. | Birth of a Notion         | Urodzony bajerant                      | Looney Tunes    | Robert McKimson           | Pies, Daffy                       | 12 kwietnia 1947     | | Tak                        | |
| 495. | Tweetie Pie               | Łakomy kąsek                           | Merrie Melodies | Friz Freleng              | Sylwester, Tweety                 | 3 maja 1947          | Tweety i Sylwester: Najlepsze z najlepszych, część 1, Looney Tunes Super Gwiazdy: Tweety i Sylwester (lektor, Tweety) | Tak                        | Pierwsza kreskówka z Sylwestrem i Tweetym razem. Pierwsza kreskówka z Tweetym z piórkami. Pierwsza kreskówka Warner Bros., która wygrała Oscara.                                                                                   |
| 496. | Rabbit Transit            | Szybki jak żółw                        | Looney Tunes    | Friz Freleng              | Bugs, Cecyliusz                   | 10 maja 1947         | Królik Bugs: Najlepsze z najlepszych, część 2                                                                         |                            | Ostatnia kreskówka z Żółwiem Cecylem. W Boomerangu kreskówka emitowana z obrazem pochodzącym z wydania DVD: Królik Bugs - Najlepsze z Najlepszych, część 2.                                                                        |
| 497. | Hobo Bobo                 | Bobo - Słonik Obieżyświat              | Merrie Melodies | Robert McKimson           | Słoń Bobo                         | 17 maja 1947         | | Tak                        | |
| 498. | Along Came Daffy          | Daffy przybywa                         | Merrie Melodies | Friz Freleng              | Daffy, Sam                        | 14 czerwca 1947      | | Tak                        | Sequel do kreskówki Kłólik po hawajsku z 1943 r. |
| 499. | Inki at the Circus        | Inki w cyrku                           | Merrie Melodies | Chuck Jones               | Inki                              | 21 czerwca 1947      | | Tak                        | |
| 500. | Easter Yeggs              | Wielkanocne pacianki                   | Looney Tunes    | Robert McKimson           | Bugs, Elmer                       | 28 czerwca 1947      | Królik Bugs: Najlepsze z najlepszych, część 3                                                                         |                            | 500-na kreskówka Warner Bros. wydana w kinach |
| 501. | Crowing Pains             | Ten pieje, kto pieje ostatni           | Looney Tunes    | Robert McKimson           | Kurak, Pies, Henry, Sylwester     | 12 lipca 1947        | | Tak                        | Ostatnia kreskówka wydana jako dobro publiczne. Oryginalne napisy odzyskane na DVD. |
| 502. | A Pest in the House       | Zapowietrzony hotel                    | Merrie Melodies | Chuck Jones               | Daffy, Elmer                      | 2 sierpnia 1947      | |                            | Jedyna kreskówka, której tło robił Richard Morley |
| 503. | The Foxy Duckling         | Lisie kaczątko                         | Merrie Melodies | Arthur Davis              |                                   | 23 sierpnia 1947     | | Tak                        | |
| 504. | House Hunting Mice        | Superdom - nie odpuści myszom          | Merrie Melodies | Chuck Jones               | Hubie i Bertie                    | 6 września 1947      | | Tak                        | Oryginalnie Cinecolor, potem zreedytowane w Technikolorze. Kreskówka emitowana z obrazem DVD Mouse Chronicles w TV Puls 2. |
| 505. | Little Orphan Airedale    | Bezpański pies                         | Looney Tunes    | Chuck Jones               | Charlie, Porky                    | 4 października 1947  | | Tak                        | Debiut Psa Charliego (tu jako Hipolit) |
| 506. | Doggone Cats              | Pies, który dał się zrobić w kota      | Merrie Melodies | Arthur Davis              | Sylwester                         | 25 października 1947 | | Tak                        | |
| 507. | Slick Hare                | Królik palce lizać                     | Merrie Melodies | Friz Freleng              | Bugs, Elmer                       | 1 listopada 1947     | Królik Bugs: Najlepsze z najlepszych, część 2                                                                         |                            | Podczas emisji w TV Puls zostaje wyświetlony błędny kod produkcji „1043” z odcinka „Królicza piącha”. W wersji emitowanej w Boomerangu i dostępnej na DVD nie ma tego błędu - jest emitowany z oryginalnym kodem produkcji „1033". |
| 508. | Mexican Joyride           | Meksykańska eskapada Kaczora Daffy’ego | Looney Tunes    | Arthur Davis              | Daffy                             | 29 listopada 1947    | |                            | |
| 509. | Catch as Cats Can         | Kocie witaminy                         | Merrie Melodies | Arthur Davis              | Sylwester                         | 6 grudnia 1947       | |                            | |
| 510. | A Horsefly Fleas          |                                        | Looney Tunes    | Robert McKimson           |                                   | 13 grudnia 1947      | | Tak                        | |

## 1948
| Nr   | Tytuł oryginalny             | Tytuł polski                    | Seria           | Reżyser         | Postacie           | Data premiery        | Dostępność VHS i DVD                                                                                  | Reedycja Błękitnej Wstążki | Uwagi |
| ---- | ---------------------------- | ------------------------------- | --------------- | --------------- | ------------------ | -------------------- | --- | -------------------------- | --- |
| 511. | Gorilla My Dreams            | Wymarzone gorylątko             | Looney Tunes    | Robert McKimson | Bugs, Szkaradek    | 3 stycznia 1948      | Królik Bugs: Najlepsze z najlepszych, część 2 Taz w dżungli                                           |                            | Debiut Goryla Szkaradka. W Polsce istnieją dwie oficjalne wersje dubbingowe tego odcinka. Jedna na zlecenie Canal+ do Królik Bugs: Najlepsze z najlepszych cz. 2 i telewizyjnej emisji, a druga do VHS: Taz w dżungli.                               |
| 512. | Two Gophers From Texas       | Dwa susły z Teksasu             | Merrie Melodies | Arthur Davis    | Stuknięte Susły    | 17 stycznia 1948     | | Tak                        | |
| 513. | A Feather in His Hare        | Pióropusz i królicza twarz      | Looney Tunes    | Chuck Jones     | Bugs               | 7 lutego 1948        | |                            | Pierwsza wyreżyserowana przez Chucka Jonesa kreskówka z Królikiem Bugsem z użyciem obecnego modelu |
| 514. | What Makes Daffy Duck?       | Kto załatwi Kaczora Daffy’ego?  | Looney Tunes    | Arthur Davis    | Daffy, Elmer       | 14 lutego 1948       | |                            | Oryginalny ending do kreskówki został ząstapiony endingiem z serii Merrie Melodies z lat 1949-50. |
| 515. | What’s Brewin’, Bruin?       | Co cię gryzie, misiaczku?       | Looney Tunes    | Chuck Jones     | Trzy Miśki         | 26 lutego 1948       | | Tak                        | |
| 516. | Daffy Duck Slept Here        | Tu nocował Kaczor Daffy         | Merrie Melodies | Robert McKimson | Daffy, Porky       | 6 marca 1948         | Świnka Porky: Najlepsze z najlepszych, część 2                                                        |                            | |
| 517. | A Hick, a Slick, and a Chick | Kmiotek, bubek i słodki dzióbek | Merrie Melodies | Arthur Davis    |                    | 13 marca 1948        | |                            | |
| 518. | Back Alley Oproar            | Zaułek kociej muzyki            | Merrie Melodies | Friz Freleng    | Elmer, Sylwester   | 27 marca 1948        | Looney Tunes: Plejada gwiazd część 3                                                                  | Tak                        | Kolorowy remake kreskówki Notes To You z 1941 r. Oryginalne napisy odzyskane na DVD. Jedna oficjalna wersja polska tego odcinka do dwóch wydań (Reedycja/Odzyskane napisy).                                                                          |
| 519. | I Taw a Putty Tat            | Widziałem kotecka               | Merrie Melodies | Friz Freleng    | Sylwester, Tweety  | 2 kwietnia 1948      | | Tak                        | Kolorowy remake kreskówki Puss n' Booty z 1943 r. Oficjalny debiut Hektora. Oryginalnie wydane w Cinecolor, potem zreedytowane w Technikolorze. |
| 520. | Rabbit Punch                 | Królicza piącha                 | Merrie Melodies | Chuck Jones     | Bugs, Gniecior     | 10 kwietnia 1948     | Looney Tunes: Plejada gwiazd, część 4                                                                 |                            | Debiut Gnieciora, choć w tej kreskówce występuje pod imieniem „Johnny Fanga” |
| 521. | Hop, Look and Listen         | Skacz, patrz i słuchaj          | Looney Tunes    | Robert McKimson | Skoczek, Sylwester | 17 kwietnia 1948     | | Tak                        | Debiut Kangura Skoczka. Oryginalne napisy odzyskane przez Turner Entertainment. Kreskówka emitowana z obrazem DVD z Super Gwiazd z Sylwestem i Skoczkiem w TV Puls 2.                                                                                |
| 522. | Nothing but the Tooth        | Ani w ząb                       | Merrie Melodies | Arthur Davis    | Porky              | 1 maja 1948          | |                            | |
| 523. | Buccaneer Bunny              | Królik korsarz                  | Looney Tunes    | Friz Freleng    | Bugs, Sam          | 8 maja 1948          | |                            | |
| 524. | Bone Sweet Bone              | Kość niezgody                   | Merrie Melodies | Arthur Davis    |                    | 22 maja 1948         | | Tak                        | W wielu krajach istnieje w emisji oryginalny opening do tego odcinka, ale w Polsce jest emitowany z Reedycją Niebieskiej wstążki. |
| 525. | Bugs Bunny Rides Again       | Królik Bugs znowu w akcji       | Merrie Melodies | Friz Freleng    | Bugs, Sam          | 12 czerwca 1948      | Królik Bugs: Najlepsze z najlepszych, część 2                                                         |                            | |
| 526. | The Rattled Rooster          | Kukuryku na grzechotniku        | Looney Tunes    | Arthur Davis    |                    | 26 czerwca 1948      | | Tak                        | |
| 527. | The Up-Standing Sitter       | Feralna niańka                  | Looney Tunes    | Robert McKimson | Daffy              | 3 lipca 1948         | |                            | Ostatnia kreskówka z biblioteki Associated Artists Productions wyprodukowana w Cinecolor |
| 528. | The Shell Shocked Egg        | Pancerz ze skorupki             | Merrie Melodies | Robert McKimson |                    | 10 lipca 1948        | | Tak                        | Imiona trzech żółwi zostały zaczerpnięte z odcinka Kawalerowie z Uniwersytetu Pimenckiego. |
| 529. | Haredevil Hare               | Nieziemski królik               | Looney Tunes    | Chuck Jones     | Bugs, Marwin       | 24 lipca 1948        | Looney Tunes: Plejada gwiazd, część 1, Kolekcja Królik Bugs (lektor)                                  |                            | Debiut Marsjanina Marwina. Ostatnia kreskówka należąca do biblioteki Associated Artists Productions (a.a.p.) |
| 530. | You Were Never Duckier       | Kogut Daffy                     | Merrie Melodies | Chuck Jones     | Daffy, Henry       | 7 sierpnia 1948      | | Tak                        | Najwcześniej wydana kreskówka z zestawu kreskówek wydanych po 1948 r. Oryginalne napisy odzyskane na DVD. |
| 531. | Dough Ray Me-Ow              |                                 | Merrie Melodies | Arthur Davis    | Heathcliff i Louie | 14 sierpnia 1948     | |                            | Cinecolor. Jedyna kreskówka z Heathcliffem i Louiem. |
| 532. | Hot Cross Bunny              | Królik doświadczalny            | Merrie Melodies | Robert McKimson | Bugs               | 21 sierpnia 1948     | Gwiazdy Space Jam: Królik Bugs                                                                        | Tak                        | |
| 533. | The Pest That Came To Dinner | Szkodnik, który wpadał na obiad | Looney Tunes    | Arthur Davis    | Porky              | 11 września 1948     | | Tak                        | |
| 534. | Hare Splitter                | Królicze amory                  | Merrie Melodies | Friz Freleng    | Bugs               | 25 września 1948     | Gwiazdy Space Jam: Królik Bugs                                                                        | Tak                        | |
| 535. | Odor of the Day              | Zapach dnia                     | Looney Tunes    | Arthur Davis    | Pepé               | 2 października 1948  | Pepe Le Skunks (lektor)                                                                               |                            | Cinecolor. Jedyna kreskówka z Pepe niereżyserowana przez Chucka Jonesa. Jedyna kreskówka z Pepe, w której nie mówi ani nie znajduje się w romantycznej sytuacji z czarno-białym kotem.                                                               |
| 536. | The Foghorn Leghorn          | Być Kurakiem                    | Merrie Melodies | Robert McKimson | Kurak, Henry       | 9 października 1948  | Samotny Kurak, Looney Tunes: Plejada gwiazd, część 2                                                  | Tak                        | Oryginalne napisy odzyskane na VHS w 1997 r. Polski tytuł według starego dubbingu to Kogut pajacem |
| 537. | A-Lad-In His Lamp            | Królik i lampa Aladyna          | Looney Tunes    | Robert McKimson | Bugs               | 23 października 1948 | |                            | |
| 538. | Daffy Dilly                  | Unikatowy Daffy                 | Merrie Melodies | Chuck Jones     | Daffy              | 30 października 1948 | Jak ból głowy trafił Kaczora Daffy (lektor)                                                           | Tak                        | Cinecolor (zreedytowany w Technikolorze) |
| 539. | Kit for Cat                  | Kot czy kotek                   | Looney Tunes    | Friz Freleng    | Elmer, Sylwester   | 6 listopada 1948     | Król komedii, Looney Tunes: Plejada gwiazd, część 2                                                   | Tak                        | Sequel do kreskówki Królicza siła z 1944 r. Oryginalne napisy odzyskane na VHS w 1997 r. (opening/ending), w 2003 r. napisy końcowe zostały podmienione przez ending z reedycji Niebieskiej Wstążki w tym odcinku.                                   |
| 540. | The Stupor Salesman          | Namolny sprzedawca              | Looney Tunes    | Arthur Davis    | Daffy              | 20 listopada 1948    | Super kaczor                                                                                          |                            | |
| 541. | Riff Raffy Daffy             | Włóczęga Daffy                  | Looney Tunes    | Arthur Davis    | Daffy, Porky       | 27 listopada 1948    | |                            | |
| 542. | My Bunny Lies over the Sea   | Królik w Szkocji                | Merrie Melodies | Chuck Jones     | Bugs               | 4 grudnia 1948       | Królik i skarb korsarzy, Królik Bugs: Mistrz akrobacji, Królik Bugs: Najlepsze z najlepszych, część 1 | Tak                        | |
| 543. | Scaredy Cat                  | Przestraszyć kota               | Merrie Melodies | Chuck Jones     | Porky, Sylwester   | 18 grudnia 1948      | Przestraszyć Sylwestra, Daffy i Porky: Najlepsze z najlepszych                                        | Tak                        | Pierwsza kreskówka z Trylogii Horroru Porky’ego i Sylwestra oraz pierwsza kreskówka, w której Sylwester otrzymuje swoje imię (w wersji angielskiej, w polskiej wersji jest to kreskówka Łakomy kąsek z 1946 r.). Oryginalne napisy odzyskane na DVD. |

## 1949
| Nr   | Tytuł oryginalny          | Tytuł polski               | Seria           | Reżyser         | Postacie                          | Data premiery        | Dostępność DVD i VHS | Reedycja Błękitnej Wstążki | Uwagi |
| ---- | ------------------------- | -------------------------- | --------------- | --------------- | --------------------------------- | -------------------- | --- | -------------------------- | --- |
| 544. | Wise Quackers             | Szarlataneria              | Looney Tunes    | Friz Freleng    | Daffy, Elmer                      | 1 stycznia 1949      | Jak ból głowy trafił Kaczora Daffy (lektor) | Tak                        | |
| 545. | Hare Do                   | Królicze sprawki           | Merrie Melodies | Friz Freleng    | Bugs, Elmer                       | 15 stycznia 1949     | Carrotblanca (Królik potrafi), Królik Bugs: Najlepsze z najlepszych, część 3                                                                                                 |                            | W wersji polskiej istnieją dwie wersje z oficjalnym dubbingiem. Pierwsza do VHS Carrotblanca pt. Królik potrafi, a druga do DVD Królik Bugs: Najlepsze z najlepszych cz. 3 pt. Królicze sprawki. |
| 546. | Holiday For Drumsticks    | Świąteczne udko            | Merrie Melodies | Arthur Davis    | Daffy                             | 22 stycznia 1949     | Gwiazdy Space Jam: Kaczor Daffy |                            | Polski tytuł według starego dubbingu - Pieczyste na Święta |
| 547. | Awful Orphan              | Upiorna sierotka           | Merrie Melodies | Chuck Jones     | Charlie, Porky                    | 29 stycznia 1949     | Looney Tunes: Plejada gwiazd, część 1 | Tak                        | Polski tytuł według starego dubbingu - Upiorna szczotka |
| 548. | Porky Chops               | Schaboszczak               | Looney Tunes    | Arthur Davis    | Porky                             | 12 lutego 1949       | Daffy i Porky: Najlepsze z najlepszych |                            | |
| 549. | Mississippi Hare          | Królik Mississippi         | Looney Tunes    | Chuck Jones     | Bugs, Pułkownik Shuffle           | 26 lutego 1949       | |                            | Debiut pułkownika Shuffle’a |
| 550. | Paying the Piper          | Szczurołap Porky           | Looney Tunes    | Robert McKimson | Porky                             | 12 marca 1949        | | Tak                        | |
| 551. | Daffy Duck Hunt           | Polowanie na Daffy’ego     | Looney Tunes    | Robert McKimson | Pies, Daffy, Porky                | 26 marca 1949        | Looney Tunes: Plejada gwiazd, część 2 | Tak                        | Ostatnia kreskówka, w której Porky jest antagonistą |
| 552. | Rebel Rabbit              | Królik buntownik           | Merrie Melodies | Robert McKimson | Bugs                              | 9 kwietnia 1949      | | Tak                        | |
| 553. | Mouse Wreckers            | Mysie wykurzanie           | Looney Tunes    | Chuck Jones     | Claude, Hubie i Bertie            | 23 kwietnia 1949     | Struś Pędziwiatr: Najlepsze z najlepszych, część 1 | Tak                        | |
| 554. | High Diving Hare          | Nurkowie                   | Looney Tunes    | Friz Freleng    | Bugs, Sam                         | 30 kwietnia 1949     | Królik i skarb korsarzy, Królik Bugs: Najlepsze z najlepszych, część 1 | Tak                        | |
| 555. | The Bee-Deviled Bruin     |                            | Merrie Melodies | Chuck Jones     | Trzy Miśki                        | 14 maja 1949         | | Tak                        | |
| 556. | Curtain Razor             | Poszukiwacz talentów       | Looney Tunes    | Friz Freleng    | Porky                             | 21 maja 1949         | |                            | |
| 557. | Bowery Bugs               | Miejski cwaniaczek         | Merrie Melodies | Arthur Davis    | Bugs                              | 4 czerwca 1949       | Królik Bugs: Najlepsze z najlepszych, część 3 | Tak                        | |
| 558. | Mouse Mazurka             | Mysi taniec                | Merrie Melodies | Friz Freleng    | Sylwester                         | 11 czerwca 1949      | Przestraszyć Sylwestra | Tak                        | |
| 559. | Long-Haired Hare          | Długie ucho długouchego    | Looney Tunes    | Chuck Jones     | Bugs                              | 25 czerwca 1949      | Królik Bugs: Najlepsze z najlepszych, część 1 |                            | |
| 560. | Henhouse Henery           | Kurnikowy Henry            | Looney Tunes    | Robert McKimson | Foghorn, Henry                    | 2 lipca 1949         | Kogut Leghorn (lektor, Henio Jastrząbek znowu poluje) | Tak                        | |
| 561. | Knights Must Fall         |                            | Merrie Melodies | Friz Freleng    | Bugs                              | 16 lipca 1949        | | Tak                        | |
| 562. | Bad Ol’ Putty Tat         | Zły kotecek                | Merrie Melodies | Friz Freleng    | Sylwester, Tweety                 | 23 lipca 1949        | Tweety w opałach, Tweety: Nie ma jak w gniazdku, Tweety i Sylwester: Najlepsze z najlepszych, część 1, Looney Tunes Super Gwiazdy: Tweety i Sylwester (lektor, Zły koteczek) | Tak                        | |
| 563. | The Grey Hounded Hare     | Królik na torze            | Looney Tunes    | Robert McKimson | Bugs                              | 6 sierpnia 1949      | Przygody Królika Bugsa (lektor) | Tak                        | |
| 564. | Often an Orphan           |                            | Looney Tunes    | Chuck Jones     | Charlie, Porky                    | 13 sierpnia 1949     | | Tak                        | Ostatnia kreskówka z Porkym i Charliem razem |
| 565. | The Windblown Hare        | Dmuchnięty królik          | Looney Tunes    | Robert McKimson | Bugs                              | 27 sierpnia 1949     | Świnka Porky: Najlepsze z najlepszych, część 2 |                            | |
| 566. | Dough for the Do-Do       | Miliony za do-do           | Merrie Melodies | Friz Freleng    | Porky, Do-Do                      | 3 września 1949      | Dzielna Świnka, Taz w dżungli, Daffy i Porky: Najlepsze z najlepszych | Tak                        | Kolorowy remake kreskówki Porky in Wackyland z 1938 r. Wyprodukowana w Technikolorze, oryginalnie wydana w Cinecolor. Ostatnia kreskówka z ptakiem Do-Do.                                        |
| 567. | Fast and Furry-ous        | Szybki i wściekło-włochaty | Looney Tunes    | Chuck Jones     | Struś Pędziwiatr i Wiluś E. Kojot | 17 września 1949     | Gwiazdy Space Jam: Struś Pędziwiatr i Kojot, Looney Tunes: Plejada gwiazd, część 1                                                                                           | Tak                        | Debiut Strusia Pędziwiatra i Wilusia E. Kojota |
| 568. | Each Dawn I Crow          | Pieję każdego dnia         | Merrie Melodies | Friz Freleng    | Elmer                             | 24 września 1949     | | Tak                        | |
| 569. | Frigid Hare               | Skostniały królik          | Merrie Melodies | Chuck Jones     | Bugs, Pingwin Playboy             | 8 października 1949  | Looney Tunes: Plejada gwiazd, część 1 |                            | Debiut Pingwina Playboya |
| 570. | Swallow The Leader        |                            | Looney Tunes    | Robert McKimson |                                   | 15 października 1949 | | Tak                        | |
| 571. | Bye, Bye Bluebeard        | Żegnaj Błękitnobrody       | Merrie Melodies | Arthur Davis    | Porky                             | 22 października 1949 | Świnka Porky: Najlepsze z najlepszych, część 2 | Tak                        | |
| 572. | For Scent-imental Reasons | Kuszący powiew miłości     | Looney Tunes    | Chuck Jones     | Pepé, Kotka Penelopa              | 12 listopada 1949    | Pepe Le Skunks (lektor), Looney Tunes: Plejada gwiazd, część 1 | Tak                        | Jedyna kreskówka z Pepe, która wygrała Oskara. Debiut Kotki Penelopy Polski tytuł według starego dubbingu - Z sentymentalnych powodów                                                            |
| 573. | Hippety Hopper            | Australijska mysz          | Merrie Melodies | Robert McKimson | Skoczek, Sylwester                | 19 listopada 1949    | | Tak                        | |
| 574. | Which Is Witch            |                            | Looney Tunes    | Friz Freleng    | Bugs                              | 3 grudnia 1949       | |                            | |
| 575. | Bear Feat                 |                            | Looney Tunes    | Chuck Jones     | Trzy Miśki                        | 10 grudnia 1949      | | Tak                        | |
| 576. | Rabbit Hood               |                            | Merrie Melodies | Chuck Jones     | Bugs                              | 24 grudnia 1949      | | Tak                        | |
| 577. | A Ham in a Role           |                            | Looney Tunes    | Robert McKimson | Stuknięte Susły                   | 31 grudnia 1949      | | Tak                        | Oryginalne napisy odzyskane na DVD |